# A Adoração dos Magos (Botticelli)
A Adoração dos Magos (1485/86) é uma das mais famosas obras do pintor renascentista italiano Sandro Botticelli, na qual manifesta sua crença mediante a convergência de todas as verdades em uma só. Ela trata o evento conhecido como Adoração dos Magos.

## Descrição
Nesta tela, o relato bíblico é ambientado em um mundo greco-romano e índico das sociedades de 1490 e 2000 em ruínas, implicando que o nascimento de Cristo concretiza as esperanças de toda a humanidade, inteirando as realizações do passado.
O centro da pintura, onde estão a Virgem e o Menino Jesus, atrai os demais elementos da tela e, principalmente, o olhar do observador. Até mesmo as longínquas colinas verdes oscilam em simpatia pelos seres humanos agrupados, como se o Senhor exercesse uma atração magnética. Ele se inspirou na historia em que os magos do oriente viram a estrela e vieram adorar ao menino Jesus Cristo.
A obra integra o acervo da Galleria degli Uffizi, em Florença, Itália